# 2023 aux échecs
| Années des échecs : 2020 - 2021 - 2022 - 2023 - 2024 - 2025 - 2026    |
| Décennies des échecs : 1990 - 2000 - 2010 - 2020 - 2030 - 2040 - 2050 |

L'année 2023 dans le monde des échecs est marquée par l'organisation des championnats du monde mixte et féminin.
Autre événement marquant, la Fédération internationale des échecs (FIDE) annonce fin février 2023 que la fédération russe des échecs va quitter, à horizon début mai 2023, l'Union Européenne des Échecs afin de rejoindre la Fédération Asiatique des Échecs. Cette décision s'inscrit dans le contexte de l'invasion de l'Ukraine par la Russie de 2022, et dans une volonté plus large des fédérations sportives russes de contourner les sanctions mises en place envers elles par les instances sportives européennes.

## Championnats du monde

### Championnat du monde mixte
Après leurs succès respectifs au Tournoi des candidats 2022 (en) et à la suite de l'abandon de Magnus Carlsen de son titre, le championnat du monde d'échecs 2023 oppose le joueur russe Ian Nepomniachtchi au joueur chinois Ding Liren à Astana du 7 avril au 1er mai au cours de 14 parties en cadence classique.
Le championnat du monde est finalement remporté par Ding Liren. Si Ian Nepomniachtchi domine globalement les 14 parties jouées en cadence classique, et semble prendre un avantage décisif lors de la 7e partie, sa défaillance lors de la 12e partie le marque particulièrement. L'égalité de points à l'issue des 14 parties amène les deux joueurs à se disputer le titre autour de plusieurs parties de départage en cadence rapide. Ding Liren finit par remporter la dernière partie du match pour devenir le premier joueur chinois champion du monde d'échecs.
En 2023 débute également le cycle qualificatif pour le championnat du monde 2024. Tout comme l'édition précédente, la FIDE prévoit plusieurs voies de qualification pour les huit candidats qui participeront en 2024 au tournoi du même nom, afin de défier Ding Liren pour l'obtention du titre suprême.
Première compétition majeure pour la qualification au tournoi des candidats, la coupe du monde d'échecs a lieu du 29 juillet au 26 août, et le joueur norvégien Magnus Carlsen en remporte la victoire, s'adjugeant par là le dernier titre majeur manquant à son palmarès. Il vainc en finale Rameshbabu Praggnanandhaa, jeune joueur indien, et Fabiano Caruana bat Nijat Abasov pour terminer troisième de cette longue compétition. Carlsen, Praggnanandhaa et Caruana sont alors qualifiés pour le futur tournoi des candidats.
Seconde compétition majeure de l'année, le Grand Suisse FIDE est organisé du 25 octobre au 5 novembre, et le joueur indien Vidit Santosh Gujrathi le gagne, en compagnie du joueur américain Hikaru Nakamura à la deuxième place. Chacun d'eux sont qualifiés pour le futur tournoi des candidats.
La fin d'année 2023 voit s'engager une course entre les joueurs susceptibles d'obtenir les dernières places qualificatives sur les deux voies de qualification restantes. Pour la première fois en 2023, la FIDE crée un Circuit FIDE qui permet aux joueurs du monde entier d'accumuler des points tout au long d'une année civile en fonction de leurs résultats en tournoi (à l'image de l'ATP Tour en tennis). Longtemps dominé par Anish Giri, un tournoi de dernière minute est organisé en Inde à Chennai, le Chennai Grand Masters, et crée la controverse, puisque le jeune joueur indien Dommaraju Gukesh le remporte, et coiffe ainsi au poteau Anish Giri pour se qualifier au tournoi des candidats.
De plus, une place qualificative est offerte par la FIDE au joueur le mieux classé au classement Elo au 1er janvier 2024, parmi ceux n'étant pas déjà qualifiés autrement. Wesley So reste longtemps le mieux placé de cette course, mais les résultats obtenus par les joueurs américain Leinier Domínguez et français Alireza Firouzja en novembre 2023 aiguisent leurs appétits. Leinier Domínguez s'inscrit en dernière minute au Chessable Sunway Sitges (ca), mais devant sa réussite mitigée, il se retire au bout de quelques rondes. Quant à Alireza Firouzja, il participe juste avant Noël à un tournoi fermé à Chartres, organisé par son ancien club d'échecs. Même s'il échoue à atteindre un classement Elo suffisant pour se qualifier, la FIDE décide d'annuler les modifications du classement Elo liées à ce tournoi, jugeant injuste son organisation. Néanmoins, Alireza Firouzja s'inscrit juste avant les dates fatidiques au méconnu tournoi Open de Rouen, largement en dessous de son niveau, tournoi qu'il remporte facilement en gagnant toutes ses parties, lui donnant cette fois pour de bon son ticket qualificatif pour le tournoi des candidats.
Début 2024, l'ancien champion du monde Magnus Carlsen adresse officiellement à la FIDE son intention de ne pas participer au tournoi des candidats 2024, et il est remplacé par Nijat Abasov, qui avait terminé à la quatrième place de la Coupe du monde d'échecs 2023. Enfin, en sa qualité de vice-champion du monde, Ian Nepomniachtchi est qualifié d'office.

### Championnat du monde féminin
Le cycle de qualification entamé en 2022 pour désigner la challengeuse de la championne du monde en titre Ju Wenjun se termine au premier trimestre 2021, avec un match opposant les joueuses chinoises Lei Tingjie et Tan Zhongyi à Chongqing du 27 mars au 6 avril. Le match est remporté par Lei Tingjie à l'issue de la cinquième partie.
Par la suite, la finale du championnat du monde féminin a lieu à Chongqing et à Shanghai du 5 au 25 juillet. Ju Wenjun conserve finalement son titre sur le score de 6,5 à 5,5 (deux victoires à une et neuf parties nulles), avec notamment une victoire sur la toute dernière partie, malgré le domination de Lei Tingjie en début de match. Avec cette victoire, Ju Wenjun est championne du monde en titre depuis mai 2018.
Le cycle qualificatif pour le championnat du monde féminin à horizon 2024-2025 a également débuté en 2022, avec l'organisation de Grand Prix FIDE pour qualifier les joueuses à un futur tournoi des candidates. La première épreuve est remportée par la joueuse russe Kateryna Lagno en 2022. Le second Grand Prix FIDE, qui a lieu du 1er au 14 février à Munich, est remporté par Alexandra Kosteniuk, que la réussite n'a pas quitté lors de l'événement. Le troisième Grand Prix, ponctué de problèmes d'organisation particulièrement remarqués, a lieu à New Delhi du 24 mars au 6 avril 2023 et est remporté par Aleksandra Goryachkina,. Le quatrième et dernier Grand Prix FIDE a lieu du 15 au 28 mai 2023 à Nicosie, pendant lequel l'outsider allemande Dinara Wagner a surclassé ses adversaires.
Au classement général par points à l'issue de ces quatre Grand Prix, les joueuses russes Kateryna Lagno et Aleksandra Goryachkina obtiennent deux places pour jouer le prochain tournoi des candidates.

### Championnats du monde de blitz et de parties rapides
| Tournoi        | Champion mixte | Championne         |
| -------------- | -------------- | ------------------ |
| Cadence rapide | Magnus Carlsen | Anastasia Bodnaruk |
| Cadence blitz  | Magnus Carlsen | Valentina Gunina   |

### Championnats du monde d'échecs senior, de la jeunesse et amateur
| Âge                              | Champion mixte             | Championne                   |
| -------------------------------- | -------------------------- | ---------------------------- |
| Plus de 50 ans                   | John Nunn                  | Mónica Calzetta Ruiz         |
| Plus de 65 ans                   | Michael Adams              | Galina Strutinskaia          |
| Juniors (moins de 20 ans)        | Marc'Andria Maurizzi       | Candela Francisco            |
| Moins de 18 ans                  | Alekseï Grebnev            | Ayan Allahverdiyeva (en)     |
| Moins de 16 ans                  | Jakub Seeman               | Chuqiao Wang                 |
| Moins de 14 ans                  | Pawel Sowinski             | Afruza Khamdamova            |
| Moins de 12 ans                  | Dau Khuong Duy             | Devindya Oshini Gunawardhana |
| Moins de 10 ans                  | Danis Kuandykuly           | Tianhao Xue                  |
| Moins de 8 ans                   | Roman Chogdjiev (en)       | Bodhana Sivanandan           |
| Chess 960                        | Pas de championnat en 2023 | Pas de championnat féminin   |
| Résolution de problèmes d'échecs | Danila Pavlov              | Anna Choukhman               |

## Grands tournois annuels
De très nombreux tournois sont organisés partout dans le monde, sur échiquier ou par Internet, et plusieurs d'entre eux se distinguent par des audiences ou des dotations financières plus importantes que les autres.
| Nom de l'événement               | Dates                             | Lieu         | Cadence                    | Vainqueur                                                                                 |
| -------------------------------- | --------------------------------- | ------------ | -------------------------- | ----------------------------------------------------------------------------------------- |
| Rilton Cup                       | 27 décembre - 5 janvier           | Stockholm    | Classique                  | Pranesh M                                                                                 |
| Tata Steel Chess                 | 15-29 janvier                     | Wijk aan Zee | Classique                  | Masters : Anish Giri Challengers : Alexander Donchenko                                    |
| WR Chess Masters Dusseldorf      | 16-26 février                     | Dusseldorf   | Classique                  | Levon Aronian                                                                             |
| American Cup                     | 16-27 mars                        | Saint-Louis  | Classique                  | Hikaru Nakamura et Irina Krush                                                            |
| Open de Reykjavik                | 29 mars - 4 avril                 | Reykjavik    | Classique                  | Nils Grandelius                                                                           |
| Mitropa Cup                      | 11-19 avril                       | Mali Lošinj  | Classique                  | Hommes : France Femmes : France                                                           |
| Tepe Sigeman                     | 4-10 mai                          | Malmö        | Classique                  | Peter Svidler                                                                             |
| Sharjah Masters                  | 17-25 mai                         | Charjah      | Classique                  | Arjun Erigaisi                                                                            |
| Norway Chess                     | 28 mai - 9 juin                   | Stavanger    | Classique                  | Hikaru Nakamura                                                                           |
| Cairns Cup (en)                  | 2-12 juin                         | Saint-Louis  | Classique                  | Anna Zatonskih                                                                            |
| Festival d'échecs de Prague      | 20-30 juin                        | Prague       | Classique                  | Ray Robson                                                                                |
| Global Chess League,             | 22 juin - 2 juillet               | Dubaï        | Rapide                     | Équipe « Triveni Continental Kings »                                                      |
| 50e Tournoi de Dortmund          | 24 juin - 2 juillet               | Dortmund     | Classique                  | Alexander Donchenko                                                                       |
| Festival de Bienne               | 15-26 juillet                     | Bienne       | Classique, rapide et blitz | Lê Quang Liêm                                                                             |
| Abu Dhabi Chess Festival Masters | 16-24 août                        | Abou Dabi    | Classique                  | Vladimir Fedoseev                                                                         |
| Tata Steel India Rapide & Blitz, | 31 août-4 septembre 5-9 septembre | Calcutta     | Rapide et blitz            | Rapide : Maxime Vachier-Lagrave et Divya Deshmukh Blitz : Alexander Grischuk et Ju Wenjun |
| Champions Showdown Chess 9LX     | 7-11 septembre                    | Saint-Louis  | Chess 960                  | Samuel Sevian                                                                             |
| Levitov Chess Week               | 22-26 septembre                   | Amsterdam    | Rapide                     | Ian Nepomniachtchi                                                                        |
| Qatar Masters                    | 10-20 octobre                     | Doha         | Classique                  | Nodirbek Yakubboev                                                                        |
| London Chess Classic             | 1er-10 décembre                   | Londres      | Classique                  | Michael Adams                                                                             |
| Chennai Grand Masters            | 15-21 décembre                    | Chennai      | Classique                  | Dommaraju Gukesh                                                                          |
| Chessable Sunway Sitges (ca)     | 12-22 décembre                    | Sitges       | Classique                  | Abhimanyu Puranik                                                                         |

Le cycle de tournois Grand Chess Tour a de nouveau lieu en 2023, et réunit plusieurs des meilleurs joueurs au monde, dont neuf sont spécifiquement invités à participer : Alireza Firouzja, Wesley So, Maxime Vachier-Lagrave, Ian Nepomniachtchi, Ding Liren, Anish Giri, Fabiano Caruana, Jan-Krzysztof Duda et Richard Rapport. Fin octobre 2023, le champion du monde Ding Liren annonce néanmoins son retrait du cycle pour raisons de santé. Cinq tournois composent le Grand Chess Tour 2023, pour une dotation totale de 1,4 million de dollars, et c'est Fabiano Caruana qui remporte le Grand Chess Tour à la fin de l'année,.
| Tournoi                               | Lieu        | Dates          | Cadence         | Vainqueur       |
| ------------------------------------- | ----------- | -------------- | --------------- | --------------- |
| Superbet Chess Classic de Roumanie    | Bucarest    | 4-16 mai       | Classique       | Fabiano Caruana |
| Superbet Rapide & Blitz de Pologne    | Varsovie    | 19-26 mai      | Rapide et blitz | Magnus Carlsen  |
| SuperUnited Rapide & Blitz de Croatie | Zagreb      | 3-10 juillet   | Rapide et blitz | Magnus Carlsen  |
| St Louis Rapide & Blitz               | Saint-Louis | 12-19 novembre | Rapide et blitz | Fabiano Caruana |
| Sinquefield Cup                       | Saint-Louis | 19-30 novembre | Classique       | Fabiano Caruana |

À la suite de l'achat par Chess.com de la société Play Magnus Group, les compétitions Champions Chess Tour et Chess.com Global Championship fusionnent dans une même série de tournois en ligne, avec un cash-prize global de 2 millions de dollars. À l'issue des six tournois organisés, une grande finale a lieu en présentiel à Toronto du 9 au 16 décembre, avec les huit qualifiés : Wesley So, Magnus Carlsen, Alireza Firouzja, Denis Lazavik, Fabiano Caruana, Nodirbek Abdusattorov, Hikaru Nakamura et Maxime Vachier-Lagrave. Magnus Carlsen finit par remporter l'édition 2023 du Champions Chess Tour.
| Tournoi                    | Dates                   | Dotation  | Participants | Vainqueur              |
| -------------------------- | ----------------------- | --------- | ------------ | ---------------------- |
| Airthings Masters,         | 6-10 février            | 235 000 $ | 8            | Magnus Carlsen         |
| Chessable Masters          | 3-7 avril               | 235 000 $ | 8            | Hikaru Nakamura        |
| ChessKid Cup               | 22-26 mai               | 235 000 $ | 8            | Nodirbek Abdusattorov  |
| Aimchess Rapid             | 10-14 juillet           | 235 000 $ | 8            | Magnus Carlsen         |
| Julius Baer Generation Cup | 28 août - 1er septembre | 235 000 $ | 8            | Magnus Carlsen         |
| AI Cup                     | 25-29 septembre         | 235 000 $ | 8            | Maxime Vachier-Lagrave |

## Compétitions par équipes

### Championnats continentaux par équipes
| Compétition                                        | Vainqueur mixte | Vainqueur femmes |
| -------------------------------------------------- | --------------- | ---------------- |
| Championnat du monde d'échecs par équipes          |                 | Géorgie          |
| Championnat d'Europe d'échecs des nations          | Serbie          | Bulgarie         |
| Championnat d'Asie d'échecs des nations            |                 |                  |
| XIXe Jeux asiatiques                               | Iran            | Chine            |
| Championnat panaméricain d'échecs des nations (en) |                 |                  |

### Championnats interclubs
| Compétition                                | Champion                    | Deuxième               | Troisième                |
| ------------------------------------------ | --------------------------- | ---------------------- | ------------------------ |
| Coupe d'Europe des clubs d'échecs          | Offerspill Sjakklubb (no)   | Novy Bor               | Gokturk Chess Sport Club |
| Coupe d'Europe des clubs d'échecs féminine | Superchess                  | Garuda Ajka BSK        | SK Crvena zvezda Data DL |
| Championnat d'Allemagne d'échecs des clubs | OSG Baden-Baden             | SC Viernheim           | Schachfreunde Deizisau   |
| Championnat de Chine par équipes (en)      |                             |                        |                          |
| Championnat de France d'échecs des clubs   | Asnières Le Grand Échiquier | Bischwiller            | C'Chartres Échecs        |
| Coupe de France des clubs d'échecs         | Asnières Le Grand Échiquier | Aix-en-Provence        |                          |
| Four Nations Chess League (en) (4NCL)      | Chess.com Manx Liberty      | Chessable White Rose 1 | Cheddleton               |

## Championnats continentaux et nationaux individuels

### Championnats continentaux individuels
| Compétition                              | Champion mixte     | Championne        |
| ---------------------------------------- | ------------------ | ----------------- |
| Championnat d'Afrique d'échecs           | Adham Fawzy        | Lina Nassr        |
| Championnat d'Asie d'échecs              | Shamsiddin Vohidov | Divya Deshmukh    |
| XIXe Jeux asiatiques                     | Wei Yi             | Zhu Jiner         |
| Championnat d'Amérique d'échecs          | Georg Meier        | Candela Francisco |
| Championnat d'Europe d'échecs individuel | Alexey Sarana      | Meri Arabidze     |
| Championnat d'Océanie d'échecs           | Temur Kuybokarov   | Julia Ryjanova    |

### Championnats nationaux individuels
| Pays                                              | Champion mixte                             | Championne                |
| ------------------------------------------------- | ------------------------------------------ | ------------------------- |
| Championnat d'Afrique du Sud d'échecs             |                                            |                           |
| Championnat d'Albanie d'échecs (en)               |                                            |                           |
| Championnat d'Algérie d'échecs                    |                                            |                           |
| Championnat d'Allemagne d'échecs                  | Vitaly Kunin                               | Kateryna Dolzhykova       |
| Championnat d'Andorre d'échecs                    |                                            |                           |
| Championnat d'Angleterre d'échecs                 | Michael Adams                              | Katarzyna Toma (en)       |
| Championnat d'Argentine d'échecs                  | Fernando Peralta                           | Maria Jose Campos (en)    |
| Championnat d'Arménie d'échecs                    | Samvel Ter-Sahakyan                        | Maria Gevorgyan           |
| Championnat d'Australie d'échecs                  | Du 2 au 10 janvier 2023                    | Du 2 au 10 janvier 2023   |
| Championnat d'Autriche d'échecs                   | Siegfried Baumegger (de)                   | Denise Trippold           |
| Championnat d'Azerbaïdjan d'échecs                | Vasif Durarbayli                           | Govhar Beydullayeva       |
| Championnat du Bahreïn d'échecs                   | Husain Ayyad                               | Hawra Sharaf              |
| Championnat du Bangladesh d'échecs                |                                            |                           |
| Championnat de la Barbade d'échecs                |                                            |                           |
| Championnat de Belgique d'échecs                  | Lennert Lenaerts                           |                           |
| Championnat de la Biélorussie d'échecs            | Denis Lazavik                              | Varvara Poliakova         |
| Championnat de Birmanie d'échecs                  |                                            |                           |
| Championnat de Bolivie d'échecs                   |                                            |                           |
| Championnat de Bosnie-Herzégovine d'échecs        |                                            |                           |
| Championnat du Botswana d'échecs                  |                                            |                           |
| Championnat du Brésil d'échecs                    | Luis Paulo Supi                            | Juliana Sayumi Terao (en) |
| Championnat de Bulgarie d'échecs                  | Kiril Georgiev                             | Viktoria Radeva           |
| Championnat du Canada d'échecs                    |                                            |                           |
| Championnat du Cap-Vert d'échecs                  | Mariano Ortega                             | Celia M. Rodriguez        |
| Championnat du Chili d'échecs                     | Pablo Salinas Herrera                      | Damaris Abarca González   |
| Championnat de Chine d'échecs                     | Li Di                                      | Guo Qi                    |
| Championnat de Chypre d'échecs                    |                                            |                           |
| Championnat de Colombie d'échecs                  |                                            |                           |
| Championnat de Corée du Sud d'échecs              |                                            |                           |
| Championnat du Costa Rica d'échecs                | Emmanuel Jiménez                           | Kristel Díaz              |
| Championnat de Croatie d'échecs                   | Leon Livaić                                |                           |
| Championnat de Cuba d'échecs                      | Elier Miranda                              | Oleiny Linares            |
| Championnat du Danemark d'échecs                  | Boris Chatalbashev                         |                           |
| Championnat d'Écosse d'échecs                     | Edwin Spencer                              |                           |
| Championnat d'Égypte d'échecs                     |                                            |                           |
| Championnat des Émirats Arabes Unis d'échecs      |                                            |                           |
| Championnat d'Espagne d'échecs                    | Eduardo Iturrizaga                         | Sarasadat Khademalsharieh |
| Championnat d'Estonie d'échecs                    | Kaido Külaots                              | Anastassia Sinitsina      |
| Championnat des États-Unis d'échecs               | Fabiano Caruana                            | Carissa Yip               |
| Championnat des îles Féroé d'échecs               | Helgi Dam Ziska                            |                           |
| Championnat des Fidji d'échecs                    | Manoj Kumar                                | Cydel Terubea             |
| Championnat de Finlande d'échecs                  | Toivo Keinänen                             |                           |
| Championnat de France d'échecs                    | Yannick Gozzoli                            | Mitra Hejazipour          |
| Championnat de Géorgie d'échecs                   | Mikheil Mchedlishvili                      | Bela Khotenashvili        |
| Championnat de Ghana d'échecs                     | Kwabena Adu-Poku                           | Gertrude Banini           |
| Championnat d'échecs de Grande-Bretagne           | Michael Adams                              | Lan Yao                   |
| Championnat de Grèce d'échecs                     | Stamátis Koúrkoulos-Ardítis                | Maria-Anna Stefanidi      |
| Championnat du Guatemala d'échecs                 |                                            |                           |
| Championnat de Haïti d'échecs                     | Davidson Gabriel                           | Rose Berline Seine        |
| Championnat du Honduras d'échecs                  |                                            |                           |
| Championnat de Hongrie d'échecs                   | Gergely Antal                              | Zsóka Gaál                |
| Championnat d'Inde d'échecs                       | Panayappan Sethuraman                      | Padmini Rout              |
| Championnat d'Indonésie d'échecs                  |                                            |                           |
| Championnat d'Irak d'échecs                       | Hussein Ali Hussein Al-Ali[réf. souhaitée] |                           |
| Championnat d'Iran d'échecs                       | Amirreza Pour Agha Bala                    | Melika Mohammadi          |
| Championnat d'Irlande d'échecs                    | Alexander Baburin                          | Antonina Góra             |
| Championnat d'Islande d'échecs                    | Vignir Vatnar Stefánsson                   |                           |
| Championnat d'Israël d'échecs                     |                                            |                           |
| Championnat d'Italie d'échecs                     | Luka Moroni                                | Olga Zimina               |
| Championnat de Jamaïque d'échecs                  |                                            |                           |
| Championnat du Japon d'échecs                     |                                            |                           |
| Championnat du Kazakhstan d'échecs                | Aldiyar Ansat                              | Xeniya Balabayeva         |
| Championnat du Kenya d'échecs                     | Joseph Methu                               | Sasha Mongeli             |
| Championnat du Kirghizistan d'échecs              | Eldiar Orozbaev                            | Nurai Sovetbekova         |
| Championnat du Kosovo d'échecs                    | Nderim Saraçi                              | Arlinda Aliu              |
| Championnat de Lettonie d'échecs                  | Toms Kantāns                               | Laura Rogule              |
| Championnat du Liban d'échecs                     | Ahmad Najjar                               |                           |
| Championnat du Liberia d'échecs                   | David Leroy Debblay                        | Georgina Sackie           |
| Championnat de Lituanie d'échecs                  | Tomas Laurušas                             |                           |
| Championnat du Luxembourg d'échecs                |                                            |                           |
| Championnat de Macédoine du nord d'échecs         |                                            |                           |
| Championnat de Madagascar d'échecs                |                                            |                           |
| Championnat de Malaisie d'échecs                  |                                            |                           |
| Championnat du Malawi d'échecs                    | Joseph Mwale                               | Priyasha Shriyan          |
| Championnat de Malte d'échecs                     |                                            |                           |
| Championnat du Maroc d'échecs                     |                                            |                           |
| Championnat du Mexique d'échecs                   | Juan Obregon Rivero                        | Zenia Corrales Jimenes    |
| Championnat de Moldavie d'échecs                  | Jegor Lashkin                              | Alina Mihailova           |
| Championnat de Mongolie d'échecs                  | Munkhdalai Amiral                          | Erdenebayar Khuslen       |
| Championnat du Monténégro d'échecs                | Dragiša Blagojević                         |                           |
| Championnat de Namibie d'échecs                   | Heskiel Ndahanguapo                        | Jolly-Joice Nepando       |
| Championnat du Népal d'échecs                     |                                            |                           |
| Championnat du Nicaragua d'échecs (en)            |                                            |                           |
| Championnat de Norvège d'échecs                   | Simen Agdestein,                           | Pas de compétition dédiée |
| Championnat de Nouvelle-Zélande d'échecs          | Daniel Hanwen Gong                         | Pas de compétition dédiée |
| Championnat d'Ouzbékistan d'échecs                |                                            |                           |
| Championnat du Pakistan d'échecs                  |                                            |                           |
| Championnat du Panama d'échecs (en)               |                                            |                           |
| Championnat du Paraguay d'échecs                  |                                            |                           |
| Championnat d'échecs des Pays-Bas                 | Anish Giri                                 | Eline Roebers             |
| Championnat du Pays de Galles d'échecs            |                                            |                           |
| Championnat du Pérou d'échecs                     | Marco Delgado Romero                       | Fiorella Contreras        |
| Championnat des Philippines d'échecs              | Darwin Laylo (en)                          |                           |
| Championnat de Pologne d'échecs                   | Bartosz Soćko                              | Michalina Rudzińska       |
| Championnat du Portugal d'échecs                  | José Guilherme Santos                      | Mariana Sofia T. Silva    |
| Championnat de la République dominicaine d'échecs | Carlos Paul Abreu                          |                           |
| Championnat de Tchéquie d'échecs                  | David Navara                               | Julia Movsesian           |
| Championnat de Roumanie d'échecs                  | Kirill Shevchenko                          | Miruna-Daria Lehaci       |
| Championnat de Russie d'échecs                    | Vladislav Artemiev                         | Baira Kovanova            |
| Championnat du Salvador d'échecs                  |                                            |                           |
| Championnat du Sénégal d'échecs                   |                                            |                           |
| Championnat de Serbie d'échecs                    | Aleksandar Indjic                          | Marina Gajčin             |
| Championnat des Seychelles d'échecs (en)          |                                            |                           |
| Championnat de Singapour d'échecs                 | Kevin Goh Wei Ming (en)                    | Gong Qianyun              |
| Championnat de Slovaquie d'échecs                 | Viktor Gažík                               |                           |
| Championnat de Slovénie d'échecs                  | Jure Skoberne                              | Barbara Skuhala           |
| Championnat de Somalie d'échecs                   | Mahad Dahir Muhumad                        | Pas de championnat dédié  |
| Championnat du Sri Lanka d'échecs                 |                                            |                           |
| Championnat de Suède d'échecs                     | Vitalii Sivuk                              | Pas de compétition dédiée |
| Championnat de Suisse d'échecs                    | Fabian Baenziger                           | Sofiia Hryzlova           |
| Championnat du Suriname d'échecs                  |                                            |                           |
| Championnat du Tadjikistan d'échecs               |                                            |                           |
| Championnat de Thaïlande d'échecs                 |                                            |                           |
| Championnat du Togo d'échecs                      |                                            |                           |
| Championnat de Trinité-et-Tobago d'échecs         |                                            |                           |
| Championnat de Tunisie d'échecs                   |                                            |                           |
| Championnat du Turkménistan d'échecs              | Maksat Atabayev (en)                       |                           |
| Championnat de Turquie d'échecs                   | Mert Yılmazyerli (en)                      |                           |
| Championnat d'Ukraine d'échecs                    | Dmitri Maksimov (uk)                       | Maritsa Tsirulnik         |
| Championnat d'Uruguay d'échecs                    |                                            |                           |
| Championnat du Venezuela d'échecs                 |                                            |                           |
| Championnat du Viêt Nam d'échecs                  | Trần Tuấn Minh                             | Võ Thị Kim Phụng          |
| Championnat de Zambie d'échecs                    |                                            |                           |
| Championnat du Zimbabwe d'échecs                  |                                            |                           |

## Évolution du classement mondial au1erjanvier 2023
Les joueurs d'échecs ont un classement Elo mis à jour chaque mois par la FIDE en fonction de leurs résultats sportifs, et chaque partie jouée rapporte ou retire des points Elo aux joueurs. Au cours de l'année 2023, plusieurs progressions au classement Elo sont remarquées.

### Classement mixte
| Rang 2024 | Nom                | Né en | Fédération | Elo 2024 | Rang 2023 | Elo 2023 | Évolution     |
| --------- | ------------------ | ----- | ---------- | -------- | --------- | -------- | ------------- |
| 1         | Magnus Carlsen     | 1990  | Norvège    | 2 830    | 1         | 2 859    | 29            |
| 2         | Fabiano Caruana    | 1992  | États-Unis | 2 804    | 6         | 2 766    | 38            |
| 3         | Hikaru Nakamura    | 1987  | États-Unis | 2 788    | 5         | 2 768    | 20            |
| 4         | Ding Liren         | 1992  | Chine      | 2 780    | 2         | 2 811    | 31            |
| 5         | Ian Nepomniachtchi | 1990  | Russie     | 2 769    | 3         | 2 793    | 24            |
| 6         | Alireza Firouzja   | 2003  | France     | 2 759    | 4         | 2 785    | 26            |
| 7         | Wesley So          | 1993  | États-Unis | 2 757    | 8         | 2 760    | en stagnation |
| 8         | Leinier Domínguez  | 1983  | États-Unis | 2 752    | 13        | 2 743    | en stagnation |
| 9         | Sergueï Kariakine  | 1990  | Russie     | 2 750    | 10        | 2 747    | en stagnation |
| 10        | Anish Giri         | 1994  | Pays-Bas   | 2 749    | 7         | 2 764    | 15            |

### Classement femmes
| Rang 2024 | Nom                     | Né en | Fédération | Elo 2024 | Rang 2023 | Elo 2023 | Évolution     |
| --------- | ----------------------- | ----- | ---------- | -------- | --------- | -------- | ------------- |
| 1         | Hou Yifan               | 1994  | Chine      | 2 632    | 1         | 2 638    | en stagnation |
| 2         | Humpy Koneru            | 1987  | Inde       | 2 554    | 3         | 2 572    | 18            |
| 3         | Aleksandra Goriatchkina | 1998  | Russie     | 2 553    | 2         | 2 576    | 23            |
| 4         | Lei Tingjie             | 1997  | Chine      | 2 550    | 6         | 2 545    | en stagnation |
| 5         | Ju Wenjun               | 1991  | Chine      | 2 549    | 5         | 2 555    | en stagnation |
| 6         | Kateryna Lagno          | 1989  | Russie     | 2 542    | 4         | 2 560    | 18            |
| 7         | Anna Muzychuk           | 1990  | Ukraine    | 2 525    | 9         | 2 522    | en stagnation |
| 8         | Tan Zhongyi             | 1991  | Chine      | 2 521    | 7         | 2 530    | en stagnation |
| 9         | Mariya Muzychuk         | 1992  | Ukraine    | 2 510    | 8         | 2 523    | 13            |
| 10        | Nana Dzagnidzé          | 1987  | Géorgie    | 2 506    | 11        | 2 517    | 11            |

## Changements de fédération
Fin février 2023, la Fédération internationale des échecs (FIDE) annonce que la fédération russe des échecs va quitter, en date du 1er mai 2023, l'Union Européenne des Échecs afin de rejoindre la Fédération Asiatique des Échecs. Cette décision s'inscrit dans le contexte de l'invasion de l'Ukraine par la Russie de 2022, et dans une volonté plus large des fédérations sportives russes de contourner les sanctions mises en place envers elles par les instances sportives européennes. En conséquence, la FIDE autorise le transfert de tous les joueurs et joueuses d'échecs russes qui en font la demande, sans frais, dans de nouvelles fédérations européennes. La participation des joueurs russes au championnat d'Europe individuel en mars 2023 est autorisée. Des questions de plus long terme se posent également quant à l'équilibre de la confédération asiatique des échecs : les joueurs russes, réputés très forts, pourraient récupérer des places qualificatives pour le cycle du championnat du monde à des pays qui en sont habituellement les favoris, tels la Chine ou l'Inde,,.
Plusieurs changements de fédération notables ont été relevés au cours de l'année :
- Alexandra Kosteniuk quitte la fédération russe pour la fédération suisse[170].
- Sofiia Hryzlova quitte la fédération ukrainienne pour la fédération suisse[170].
- Mariya Manko quitte la fédération ukrainienne pour la fédération suisse[170].
- Kirill Chevtchenko quitte la fédération ukrainienne pour la fédération roumaine[171].
- Aleksandr Predke quitte la fédération russe pour la fédération serbe[172].
- Liviu-Dieter Nisipeanu quitte la fédération allemande pour la fédération roumaine[173].
- Alexey Sarana quitte la fédération russe pour la fédération serbe[174].
- Alexandre Motylev quitte la fédération russe pour la fédération roumaine[175].
- Kirill Alekseenko quitte la fédération russe pour la fédération autrichienne[176].
- Vladimir Fedoseev quitte la fédération russe pour la fédération slovène[177].
- Sarasadat Khademalsharieh quitte la fédération iranienne pour la fédération espagnole[178].
- Anton Demchenko quitte la fédération russe pour la fédération slovène[179].
- Maksim Chigaev quitte la fédération russe pour la fédération espagnole[179].
- Sanan Sjugirov quitte la fédération russe pour la fédération hongroise[179].
- Nikita Vitiugov quitte la fédération russe pour la fédération anglaise[179].

## Nécrologie
- En janvier : Stefan Brzózka (en)[180]
- 28 janvier : Ryszard Skrobek (en)[181]
- En février :
  - Jorge Vega Fernandez[182]
  - Miha-Viorel Ghindă
- 7 février : Luc Winants[183]
- 14 mars : Noukhim Rachkovski[184]
- 23 mars : Yakov Neishtadt (en)[185]
- 1er avril : Włodzimierz Schmidt[186]
- 14 avril : Vanik Zakaryan (en)[187]
- 11 mai : András Adorján[188] et Sue Maroroa Jones (en)[189]
- 5 juin : Vadim Malakhatko[190]
- 7 juin : Karol Pinkas (en)[191]
- 21 juillet : Isabelle Choko[192]
- 9 août : Aleksandar Matanović[193]
- 21 septembre : Jeremy Silman[194],[195]
- 4 novembre : Thierry Manouck[196]
- fin novembre : Marat Makarov[197]
- 4 décembre : Volodia Vaisman[198]
- 8 décembre : Aleksandr Dronov[199]
- 13 décembre : Verica Nedeljković[200]
- décembre : Nikola Padevsky[201]
- 28 décembre : Veselin Pantev[202]